# Shum (Lied)
SHUM (ukrainisch ШУМ, wiss. Transliteration ŠUM) ist ein ukrainischsprachiger Popsong der ukrainischen Gruppe Go_A. Mit dem Titel hat sie die Ukraine beim Eurovision Song Contest 2021 in Rotterdam vertreten.

## Hintergrund und Produktion
Anfang 2021 wurde angekündigt, dass eine Jury den ukrainischen Beitrag zum Eurovision Song Contest aus drei von der Band eingereichten Titeln auswählen werde. Anfang Februar wurde bekanntgegeben, dass die Gruppe den Titel SHUM singen werde, obwohl anfangs eine mögliche Teilnahme mit diesem Titel dementiert wurde.
Das Lied wurde von Taras Schewtschenko, Igor Didenschuk und Kateryna Pawlenko komponiert. Der Text stammt von Pawlenko und enthält überlieferte Teile. Die Abmischung erfolgte durch Artem Jefimow, für das Mastering war Witalij Telesin verantwortlich.

## Musik und Text
Der Text enthält Auszüge eines Volksliedes, welches gemeinhin als A w naschoho schuma (ukrainisch А в нашого шума) bezeichnet wird. Die ersten vier Zeilen von SHUM seien nahezu identisch mit einer aus dem Rajon Oleksandriwka stammenden Version des Volksliedes. Weitere Teile des Textes habe man aus Überlieferungen aus der Zentralukraine und des Raums Kiew entnommen. Inhaltlich handelt das Lied von Ritualen, die zu Beginn des Frühlings im ostslawischen Raum durchgeführt werden, um u. a. an die beginnende Feldarbeit zu erinnern (vgl. Wesnjanky, ukrainisch Веснянки).
Die Musik enthält die für die Band und das Genre stilüblichen Merkmale, etwa die Flöte und der intensive Elektrorhythmus. Dynamik und Tempo nehmen im zweiten Teil des Liedes deutlich zu und enden in einem langen Schlusston der Sängerin.

## Beim Eurovision Song Contest
Die Europäische Rundfunkunion kündigte am 17. November 2020 an, dass die für den 2020 abgesagten Eurovision Song Contest ausgeloste Startreihenfolge beibehalten werde. Die Ukraine trat somit im ersten Halbfinale in der zweiten Hälfte am 18. Mai 2021 an. Am 30. März gab der Ausrichter bekannt, dass die Ukraine die Startnummer 15 erhalten hat. Um den Regularien der EBU gerecht zu werden, wurde der Titel angepasst, da u. a. die Länge nicht mehr als drei Minuten betragen darf. Das Land konnte sich im Halbfinale für das am 22. Mai stattfindende Finale qualifizieren. Dort erreichte das Lied schlussendlich den 5. Platz mit insgesamt 364 Punkten. Von der Jury erhielt es zunächst nur 97 Punkte und war damit auf Platz 9, durch das Televoting bekam es aber 267 Punkte hinzu und erreichte damit bei den Zuschauern den 2. Platz.

## Veröffentlichung
Das Musikvideo der etwa vier Minuten langen Version wurde am 22. Januar 2021 veröffentlicht. Regie führte die Band mit Iwan Bujanskyj, Letzterer führte auch die Kamera. Die Dreharbeiten fanden auf dem Schtschekawyzja in Podil statt. Am 3. März erschien ein komplett neues Video mit einer auf zwei Minuten und 53 Sekunden gekürzten Version. Am Tag darauf wurde auch diese auf Musikplattformen zum Streaming bereitgestellt.

## Kommerzieller Erfolg

### Chartplatzierungen
| ChartsChartplatzierungen     | Höchstplatzierung | Wochen |
| ---------------------------- | ----------------- | ------ |
| Deutschland (GfK)            | 66 (1 Wo.)        | 1      |
| Österreich (Ö3)              | 35 (2 Wo.)        | 2      |
| Schweiz (IFPI)               | 36 (2 Wo.)        | 2      |
| Vereinigtes Königreich (OCC) | 59 (1 Wo.)        | 1      |

### Auszeichnungen für Musikverkäufe
| Land/Region  | Auszeichnungen für Musikverkäufe (Land/Region, Auszeichnung, Verkäufe) | Verkäufe |
| ------------ | ---------------------------------------------------------------------- | -------- |
| Polen (ZPAV) | Gold                                                                   | 25.000   |
| Insgesamt    | 1× Gold ·                                                              | 25.000   |